# Baile in Scáil
Baile in Scáil ['balʴe in skaːlʴ] („Die Weissagung des Phantoms“, „Die Vision des Gespenstes“) ist im Historischen Zyklus der Irischen Mythologie der Name einer Erzählung, die vermutlich im 11. Jahrhundert entstanden ist. In zwei Manuskripten aus dem 15. und 16. Jahrhundert ist sie überliefert.

## Inhalt
König Conn Cétchathach tritt vor seiner Krönung auf dem Wall der Burg Tara auf den magischen Stein Lia Fáil, der daraufhin laut aufschreit. Der Barde des Königs erklärt, dass die Zahl der Schreie des Steines die Zahl der königlichen Nachkommen Conns angebe. Ein plötzlich einfallender Zaubernebel (vgl. Fíth-fáth) entführt die beiden in die Anderswelt, auf eine Ebene mit einem goldenen Baum. Von einem Reiter werden sie zu einem Haus geführt, das von einer schönen jungen Frau, der personifizierten „Herrschaft über Irland“ (flaithi Érenn), bewohnt wird. Der Reiter ist Lugh und er verkündet die Namen der zukünftigen Hochkönige, während die Frau, die auf einem Kristallthron sitzt, Conn einen goldenen Becher mit Bier für jeden Genannten reicht. Auf vier Eibenstäbe schreibt der Barde diese Namen in Ogam-Schrift nieder. In diesem Moment finden sich beide in der Burg von Tara wieder.
Birkhan nennt Forscher (J. Weisweiler, M. Dillon), die einen linguistischen  Zusammenhang zwischen laith („Bier“) und flaith („Herrschaft“) nachzuweisen versuchten.